# Tanya Maniktala
Tanya Maniktala (Delhi, 7 luglio 1997) è un'attrice indiana.

## Biografia
Tanya Maniktala è nata a Delhi il 7 luglio del 1997.
Ha studiato alla St. Francis De Sales School di Janakpuri. Si è poi interessata alla recitazione ed è entrata a far parte della società teatrale mentre studiava allo Shivaji College, all'Università di Delhi, dal quale si è laureata in letteratura inglese nel 2018. In seguito ha lavorato in Flames di TVFPlay. Dopodiché un'amica le ha chiesto di fare un provino per una nuova produzione, ignara che lo spettacolo coinvolto era la miniserie TV Il ragazzo giusto.

## Filmografia

### Cinema
- Mumbaikar, regia di Santosh Sivan (2022)

### Televisione
- Flames - serie TV (2018-2019)
- Il ragazzo giusto (A Suitable Boy) - miniserie TV (2020)
- Feels Like Ishq - serie TV (2021)
- Chutzpah - serie TV (2021)